# Hans-Georg Anscheidt
Hans-Georg Anscheidt   (Königsberg, 23 de desembre de 1935) és un expilot de motociclisme alemany, guanyador de tres Campionats del Món consecutius (1966 a 1968) en la desapareguda categoria de 50cc com a membre de l'equip oficial de fàbrica de Suzuki.

## Trajectòria esportiva

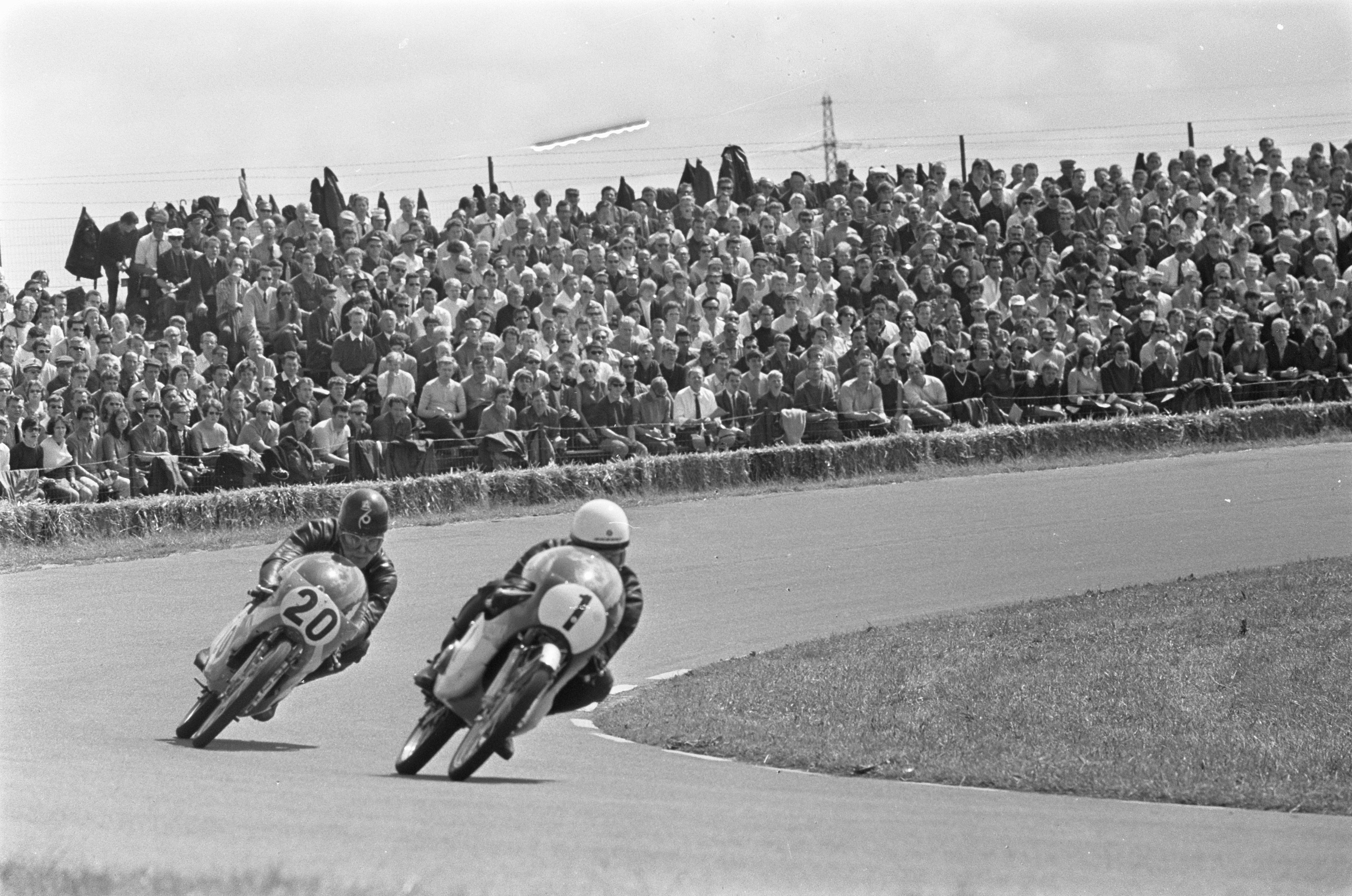
Anscheidt (1) amb la Suzuki al Dutch TT de 1968

Especialista en petites cilindrades, Anscheidt competí a la categoria dels 50cc des del primer any de la implantació d'aquesta cilindrada al campionat del món, el 1962. Va disputar les seves primeres temporades com a membre de l'equip oficial de Kreidler, amb el qual va guanyar, el mateix any del seu debut (1962), el Gran Premi d'Espanya de Montjuïc. A aquesta primera victòria n'hi van seguir cinc més en tres anys, a més de dos subcampionats i un tercer lloc a la classificació final.
Després d'una temporada de 1965 fluixa, de cara al mundial de 1966 va passar a l'equip oficial de Suzuki, amb el qual va competir simultàniament a les classes de 50 i 125cc. Ja la seva primera temporada amb el fabricant japonès va assolir l'èxit amb dues victòries en Gran Premi i dos segons llocs que el van dur a guanyar el seu primer campionat del món de 50cc. La temporada següent, 1967, va repetir l'èxit final amb tres victòries més en Gran Premi. A finals d'any, però, Suzuki va decidir de retirar-se de les competicions davant els nous canvis normatius que havien d'entrar en vigor la temporada de 1969 i que preveien l'exclusió de les motos pluricilíndriques de les curses de 50cc. Malgrat tot, Anscheidt va tenir l'oportunitat de competir com a privat un any més amb les motocicletes japoneses amb suport de fàbrica. Fou així com va poder guanyar el seu tercer títol mundial, tot sumant de passada tres noves victòries en Gran Premi al seu palmarès.
Durant la mateixa època en què va competir al campionat del món, Anscheidt va guanyar també set títols de campió d'Alemanya de 50cc i dos de 125cc.

## Resultats al Mundial de motociclisme
Barem de puntuació de 1950 a 1968:
| Posició | 1 | 2 | 3 | 4 | 5 | 6 |
| Punts   | 8 | 6 | 4 | 3 | 2 | 1 |

(Ids. Grans Premis | Llegenda) (Curses en negreta indiquen pole; curses en  itàlica indiquen volta ràpida)
| Any   | Categoria | Equip     | 1       | 2       | 3       | 4       | 5     | 6     | 7     | 8     | 9     | 10      | 11      | 12      | 13      | Punts | Posició |
| ----- | --------- | --------- | ------- | ------- | ------- | ------- | ----- | ----- | ----- | ----- | ----- | ------- | ------- | ------- | ------- | ----- | ------- |
| 1962  | 50cc      | Kreidler  | ESP 1   | FRA Ret | IOM 4   | NED 3   | BEL 2 | GER 2 |       | DDR - | NAT 1 | FIN 3   | ARG 3   |         |         | 36    | 2n      |
| 1963  | 50cc      | Kreidler  | ESP 1   | GER 4   | FRA 1   | IOM 3   | NED 6 | BEL 3 |       |       | FIN 1 |         | ARG DNS | JPN Ret |         | 32    | 2n      |
| 1963  | 125cc     | Bultaco   | ESP 13  | GER -   | FRA Ret | IOM -   | NED - | BEL - | ULS - | DDR - | FIN - | NAT -   | ARG -   | JPN -   |         | 0     | –       |
| 1964  | 50cc      | Kreidler  | USA 4   | ESP 1   | FRA 2   | IOM 4   | NED 4 | BEL 2 | GER 4 |       |       | FIN 2   |         |         |         | 29    | 3r      |
| 1964  | 125cc     | Bultaco   | USA -   | ESP -   | FRA Ret | IOM -   | NED - |       | GER - | DDR - | ULS - | FIN -   | NAT -   | JPN -   |         | 0     | -       |
| 1964  | 250cc     | Aermacchi | USA -   | ESP -   | FRA -   | IOM -   | NED - | BEL - | GER 8 | DDR - | ULS - |         | NAT -   | JPN -   |         | 0     | -       |
| 1965  | 50cc      | Kreidler  | USA -   | GER 6   | ESP 5   | FRA Ret | IOM - | NED - | BEL - |       |       |         |         |         | JPN -   | 6     | 7è      |
| 1965  | 125cc     | MZ        | USA -   | GER -   | ESP -   | FRA -   | IOM - | NED - |       | DDR - | CZE - | ULS -   | FIN -   | NAT 5   | JPN -   | 2     | 21è     |
| 1966  | 50cc      | Suzuki    | ESP 2   | GER 1   |         | NED 4   |       |       |       |       |       | IOM Ret | NAT 1   | JPN 2   |         | 31    | 1r      |
| 1966  | 125cc     | Suzuki    | ESP Ret | GER 5   |         | NED -   |       | DDR - | CZE - | FIN - | ULS - | IOM -   | NAT -   | JPN -   |         | 2     | 12è     |
| 1967  | 50cc      | Suzuki    | ESP 1   | GER 1   | FRA 2   | IOM 2   | NED 4 | BEL 1 |       |       |       |         |         |         | JPN 4   | 30    | 1r      |
| 1967  | 125cc     | Suzuki    | ESP -   | GER 2   | FRA -   | IOM -   | NED - |       | DDR - | CZE - | FIN - | ULS -   | NAT 2   | CAN -   | JPN Ret | 12    | 6è      |
| 1968  | 50cc      | Suzuki    | GER 1   | ESP 1   | IOM -   | NED 2   | BEL 1 |       |       |       |       |         |         |         |         | 24    | 1r      |
| 1968  | 125cc     | Suzuki    | GER 2   | ESP -   | IOM -   | NED -   |       | DDR - | CZE - | FIN - | ULS - | NAT 3   |         |         |         | 10    | 8è      |
| Font: |           |           |         |         |         |         |       |       |       |       |       |         |         |         |         |       |         |